# Американський равликоїд
Американський равликоїд (Sibon) — рід неотруйних змій родини вужеві. Має 15 видів.

## Опис
Загальна довжина представників цього роду коливається від 40 до 85 см. Голова невелика, товста. Очі великі, зіниці вертикальні. Тулуб тонкий, сильно сплощений. Мають дуже міцні щелепи. Забарвлення сіре, коричневе, чорне з різними відтінками. Поверх основного фону розташовуються жовті, зеленуваті, червоні, помаранчеві, білі смуги різного розміру.

## Спосіб життя
Полюбляють тропічні ліси. Усе життя проводять на деревах. Активні вночі. Харчуються безхребетними та молюсками.
Це яйцекладні змії.

## Розповсюдження
Мешкають здебільшого у Центральній Америці та Мексиці. Зустрічаються також на півночі Південної Америки.

## Види
- Sibon annulatus
- Sibon anthracops
- Sibon argus
- Sibon ayerbeorum
- Sibon carri
- Sibon dimidiatus
- Sibon dunni
- Sibon lamari
- Sibon linearis
- Sibon longifrenis
- Sibon manzanaresi
- Sibon merendonensis
- Sibon miskitus
- Sibon nebulata
- Sibon perissostichon
- Sibon sanniolus